# Josef Reicha
Pour les articles homonymes, voir Reicha.
Josef Reicha ou Rejcha, né le 12 février 1752 à Chudenice (Royaume de Bohême) et mort le 5 mars 1795 à Bonn, est un compositeur et violoncelliste bohémien.

## Biographie
Violoncelliste virtuose, il devient maître de chapelle du Prince-Électeur Maximilien François d'Autriche à Cologne en 1785.
Oncle du compositeur Antoine Reicha, il a été son professeur de violon et de flûte. Il a également enseigné à Ludwig van Beethoven.

## Œuvres
- 4 concertos pour violoncelle
- Concertos pour deux cors op. 5
- Concerto pour violon
- 2 concertos pour flûte
- 2 symphonies